# 정부 마농 (1968년 영화)
정부 마농은 1968년 공개된 대한민국의 영화이다.

## 배역
- 신성일
- 남정임
- 박암
- 김신재
- 박병호
- 김성옥
- 허장강